# Nová hoľa
Nová hoľa (1361 m n. m.) je hora ve Velké Fatře na Slovensku. Nachází se v jihovýchodní rozsoše Zvolenu (1403 m), od kterého je oddělena mělkým sedlem. Rozsocha dále klesá do Donovalského sedla (950 m), které odděluje Velkou Fatru od Starohorských vrchů. Na východním úbočí hory se nachází lyžařské vleky. Z Donoval vede na vrchol kabinková lanovka. Nová hoľa je dobrým rozhledovým bodem.

## Přístup

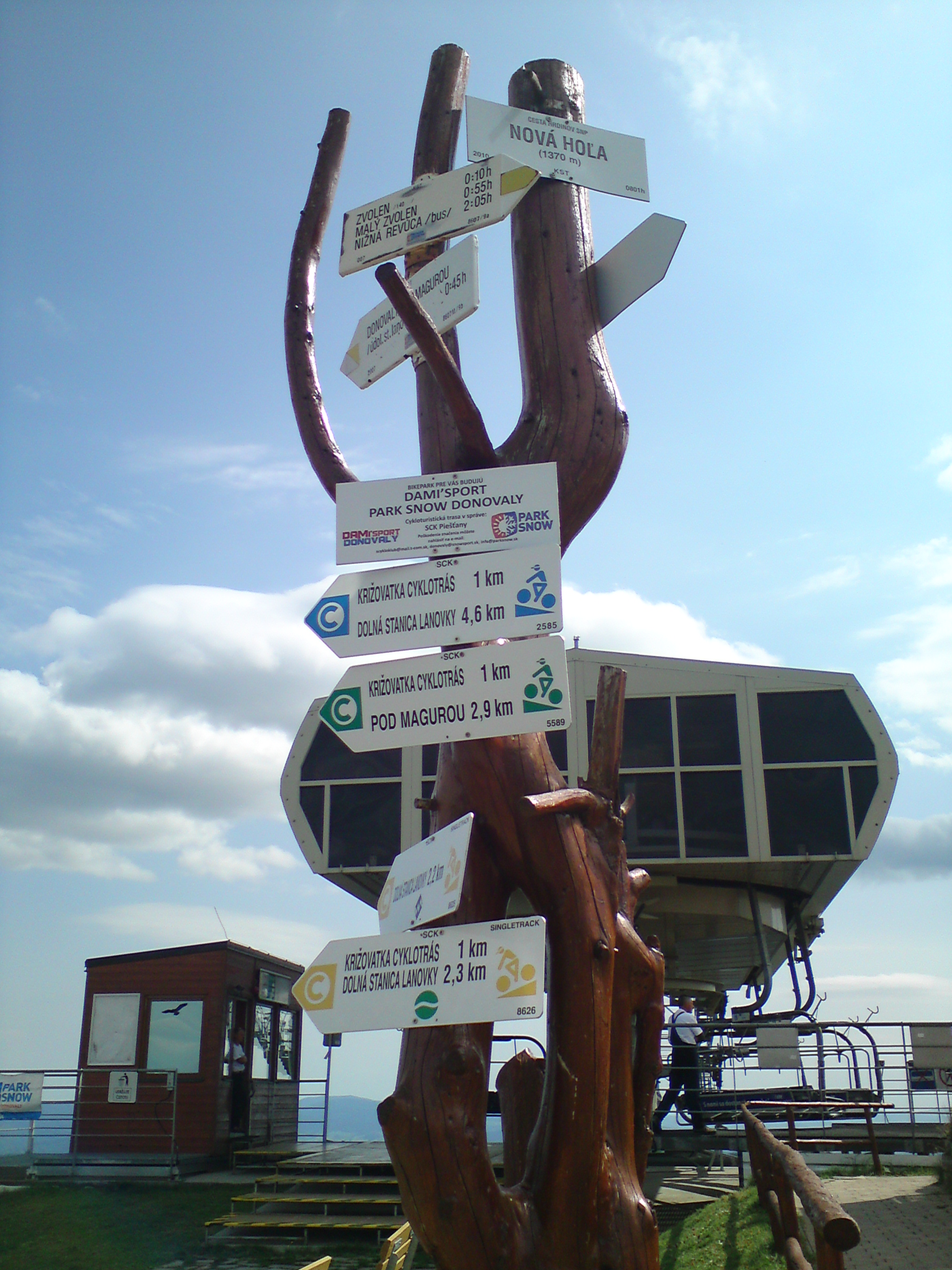
Rozcestník na vrcholu

- po červené  značce z vrcholu Zvolen
- po červené  značce z obce Donovaly